# Historisk museum

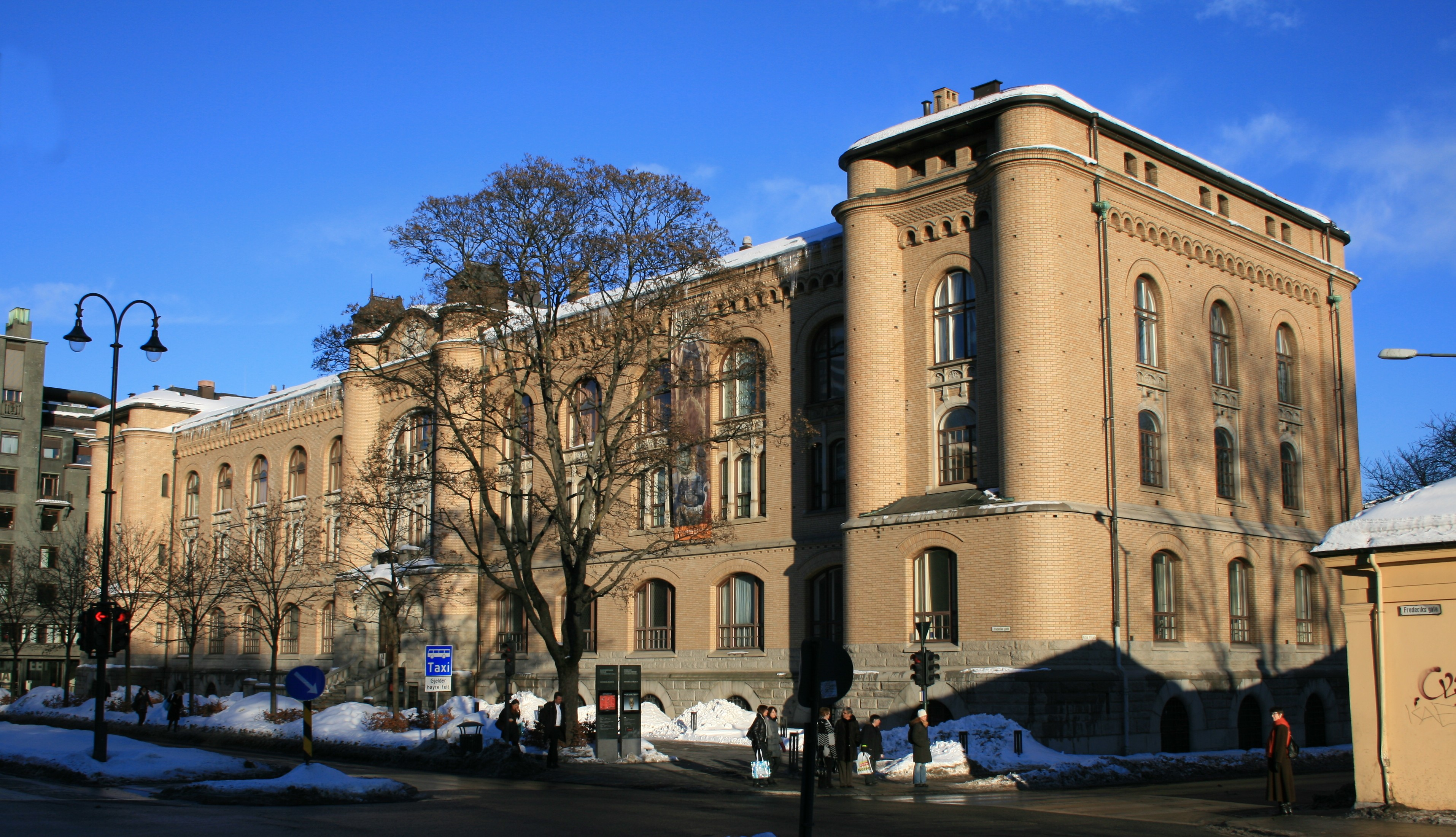
Historisk museum

Het Historisk museum is een museum in Oslo. Het gebouw werd in 1904 voor het publiek geopend.
Het Historisk museum is nooit een zelfstandige museumorganisatie geweest, maar wel een museumgebouw voor drie musea: de Archeologische Verzameling (met het Vikingschiphuis), het Muntkabinet en het Etnografisch Museum. In 1999 werden deze drie in één organisatie samengevoegd: Universitaire Cultuurhistorische Musea (UKM). In 2004 werd deze naam in Cultuurhistorisch Museum Universiteit van Oslo gewijzigd.

## Gebouw
Het gebouw is ontworpen door architect Henrik Bull, die ook verantwoordelijk is voor het ontwerp van het Ministerie van Financiën. De bouwstijl is jugendstil. Het gebouw is een Noors rijksmonument en wordt beheerd door het directoraat voor Cultuurhistorisch Erfgoed.

## Tentoonstellingen
Op de begane grond is er een permanente tentoonstelling "Van ijstijd tot kerstening" te zien met voorwerpen die getuigen van het leven en werk van mensen in Noorwegen vanaf het steentijdperk tot de Vikingtijd. Op deze verdieping is ook de Schatkamer ondergebracht. Dit is een permanente tentoonstelling met goud- en zilverschatten uit het hele land en alle tijdperken. Op de begane grond is er ook een tentoonstelling over de middeleeuwen, die in 1979 door Sverre Fehn is samengesteld. Deze bevat voornamelijk kerkelijke kunst met onder andere het koorplafond uit de staafkerk van Ål uit de 14e eeuw.
Op de eerste verdieping bevinden zich de etnografische tentoonstellingen en het Muntkabinet. Hier is ook de antieke verzameling te zien met voorwerpen uit Griekenland en het Romeinse Rijk. De etnografische verzamelingen bestaan uit een tentoonstelling over oerbevolkingen in de poolgebieden van Zuid- en Noord-Amerika. Het Muntkabinet bevat Noorse munten uit een periode van 1000 jaar.
De tweede verdieping is aan speciale tentoonstellingen en Afrikaanse culturen gewijd. De Afrikaanse tentoonstelling is rond verschillende thema's opgebouwd met voorwerpen uit diverse landen. Er zijn twee zalen met speciale tentoonstellingen. Elk jaar worden er twee tot vier tentoonstellingen met uiteenlopende thema's georganiseerd.
Op de derde verdieping is de tentoonstelling over Oost-Azië en Japan, China en Korea te zien. Hier kan men onder andere Chinese keizerstronen, een Japanse bruidsdraagstoel, samoeraiwapens en -harnastradities en boeddhafiguren bekijken.